# Instituto de Regulación y Control del Cannabis
Instituto de Regulación y Control del Cannabis o IRCCA es el organismo encargado de controlar y regularizar la producción y venta del cannabis en Uruguay debido a la implementación de la regulación del cannabis en ese país. Esto se realizó debido a la aprobación de la ley 19.172. A pesar de que controla el mercado del cannabis en Uruguay, las políticas contra las drogas en general son fijadas por la Junta Nacional de Drogas. Tiene su sede en Convención 1366 en la Galería Caubarrere, en el barrio Centro, Montevideo.

## Autoridades
El IRRCA posee una junta directiva integrada por representantes de los ministerios de Salud Pública,  MIEM, de  Desarrollo Social y de  MGAP, y por la Junta Nacional de Drogas
- Secretaria Nacional de las Drogas:
  - Dr Daniel Radío (Titular)
  - Cr Diego Serrano (Suplente)
- Ministerio de Desarrollo Social:
  - Sra. Rosa Mendez (Titular)
  - Sr. Antonio Manzi (Suplente)
- Ministerio de Ganadería, Agricultura y Pesca:
  - Ing. Agr. Sergio Vazquez (Titular)
  - Ing. Agr. Ignacio Buffa (Suplente)
- Ministerio de Salud Pública:
  - QF. Carlos Lacava (Titular)
  - Lic. Jose Luis Satdjian (Suplente)
- Ministerio de Industria y Energía
  - Ing.Quim. Susana Pecoy (Titular)
  - Sr. Gonzalo Maciel (Suplente)